# Stefan Pietrzyk (1935–2020)
Stefan Pietrzyk (ur. 13 grudnia 1935 w Knurowie, zm. 28 listopada 2020 tamże) – polski lekkoatleta (tyczkarz), sędzia i instruktor lekkoatletyki.

## Życiorys
Ukończył Technikum Mechaniczne w Gliwicach. W latach 1953–1969 reprezentował barwy Unii Krywałd, z dwuletnią przerwą na odbycie służby wojskowej w latach 1956–1957 (odbył ją reprezentując barwy wojskowego CWKS Legia Warszawa). Mimo że nigdy nie zdobył medalu na mistrzostwach Polski, to na przełomie lat 50. i 60. XX wieku należał do czołowych tyczkarzy w kraju; przegrywając w rywalizacji o medal z: Zenonem Ważnym, Januszem Gronowskim, Andrzejem Krzesińskim i Zbigniewem Janiszewskim. W 1955 na halowych mistrzostwach Polski był 6. Na mistrzostwach Polski seniorów w lekkoatletyce plasował się kolejno w latach 1957–1962 na 6., 6., 4., 4., 4. oraz 7. pozycji. Był rekordzistą i 10-krotnym mistrzem Śląska. Od 1964 był również sędzią sportowym. Karierę zawodniczą zakończył w 1969 i w latach 1970–1979 był instruktorem lekkoatletyki.